# Helleborus bocconei
Helleborus bocconei là một loài thực vật có hoa trong họ Mao lương. Loài này được Ten. mô tả khoa học đầu tiên năm 1822.

## Hình ảnh

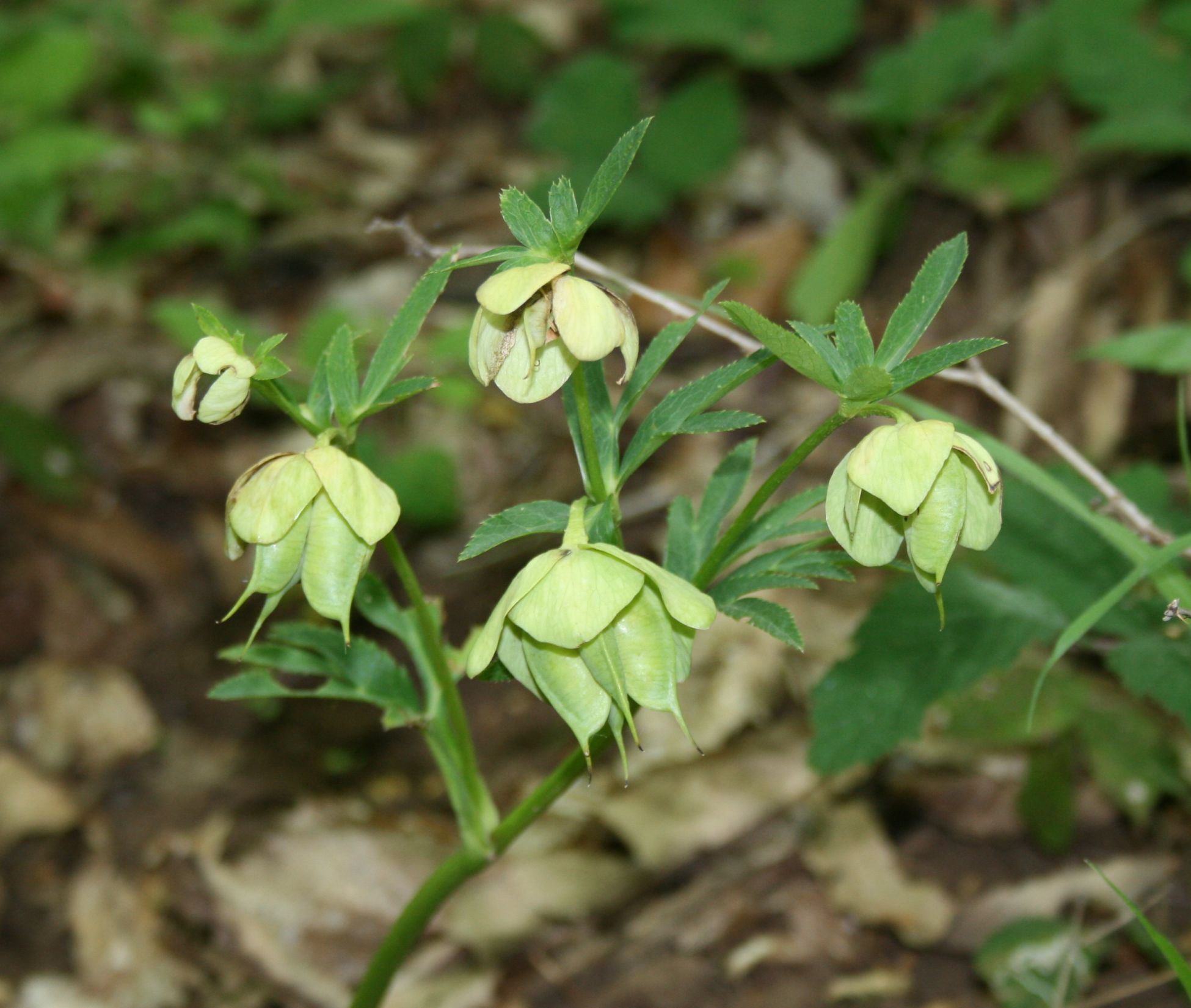
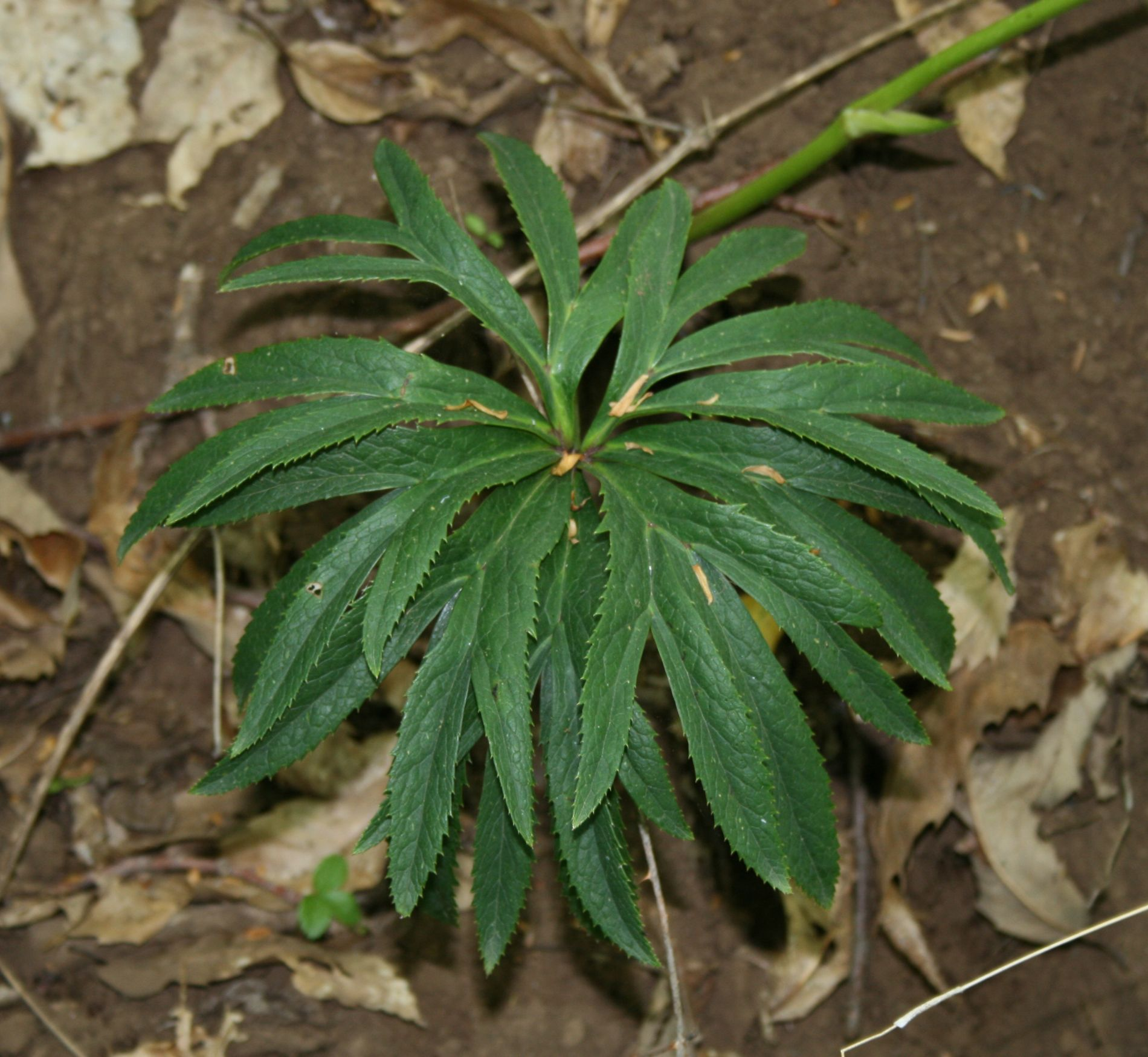
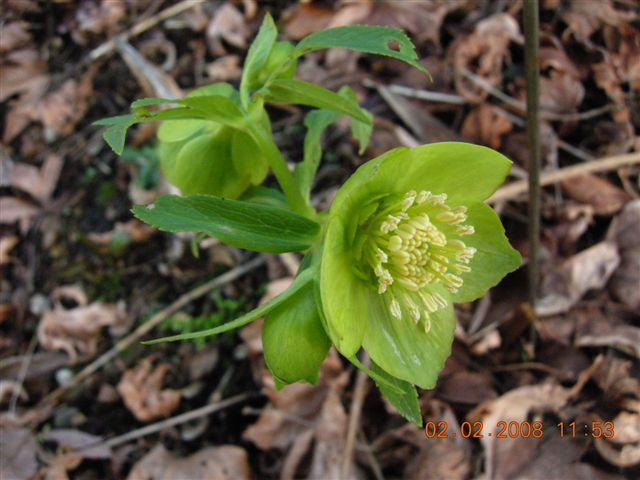